# Ryżowiec siwy
Ryżowiec siwy (Lonchura oryzivora) – gatunek małego ptaka z rodziny astryldowatych (Estrildidae), zamieszkujący indonezyjskie wyspy Jawa i Bali. Introdukowany w wielu innych rejonach świata – na wielu innych wyspach Indonezji, na Półwyspie Indochińskim, Filipinach, w Chinach, Japonii, Indiach, Sri Lance, Kenii, Tanzanii (w tym na wyspach Zanzibar i Pemba), na Seszelach, Fidżi, Hawajach i innych wyspach, a także na Florydzie czy w Wenezueli. Jest to gatunek zagrożony. Nie wyróżnia się podgatunków.
Długość ciała 15–16 cm; masa ciała 22,5–27,8 g. Samica bardzo niewiele różni się od samca.
Występuje w zaroślach bambusowych, zagajnikach, lasach namorzynowych, na łąkach i polach uprawnych. Żywi się nasionami, zwłaszcza ryżu.
Tworzy pary monogamiczne. Lęgi odbywa tuż po porze deszczowej. Gniazdo buduje na drzewach między gałęziami, w pniu drzewa lub szczelinie budynku.
Ryżowiec siwy jest chętnie hodowany na całym świecie. Jednak intensywny odłów tych ptaków spowodował gwałtowny spadek populacji na wyspach, z których ptak ten pochodzi – na Jawie i Bali. Międzynarodowa Unia Ochrony Przyrody (IUCN) od 2018 roku klasyfikuje go jako gatunek zagrożony (EN), wcześniej – od 1994 roku miał on status gatunku narażonego (VU).